# Requins : L'Armée des profondeurs
Série Maneater
L'Homme aux yeux de loup
(16 mars 2008) Vipers
(21 septembre 2008)
Pour plus de détails, voir Fiche technique et Distribution.
Requins : L'Armée des profondeurs (titre original : Shark Swarm) est une mini-série américaine réalisée par James A. Contner, diffusée le 25 mai 2008 sur Sci Fi Channel. Il s'agit du onzième film de la collection Maneater series sur Syfy.

## Synopsis
La promenade de Full Moon Bay, construite par l'entrepreneur Hamilton Lux, est une réussite qui fait venir beaucoup de touristes et de promeneurs sur la plage.
Le gros problème est que, pour parvenir à ses fins, l'homme d'affaires a déversé des produits toxiques dans la mer, provoquant des comportements étranges dans la faune aquatique. Des requins de toutes sortes et de toutes familles s'attaquent aux pêcheurs mais aussi aux vacanciers.

## Fiche technique
- Titre : Requins : L'Armée des profondeurs
- Titre original : Shark Swarm
- Réalisation : James A. Contner
- Scénario : Matthew Chernov et David Rosiak
- Production : Kevin Bocarde, Kyle Clark, Patsy Fitzgerald, Robert Halmi Jr., Larry Levinson, Nick Lombardo, Stephen Niver et Lina Wong
- Musique : Nathan Furst
- Photographie : Dane Peterson
- Montage : Craig Bassett
- Distribution : Penny Perry et Amy Beth Reece
- Décors : John Zachary
- Costumes : Heather Hershman
- Effets spéciaux de maquillage : Mike Tristano
- Effets spéciaux visuels : Sharon Packer
- Compagnies de production : Larry Levinson Productions, RHI Entertainment, Silverstar Ltd.
- Compagnie de distribution : Sonar Entertainment
- Pays d'origine :  États-Unis
- Format : Couleurs - 1.78:1 - Dolby Digital - 35 mm
- Genre : Horreur
- Durée : 167 minutes
- Date de sortie : 25 mai 2008 (Sci Fi Channel)
- interdit aux moins de 12 ans

## Distribution
- Daryl Hannah (VF : Martine Irzenski) : Brook Wilder
- John Schneider (VF : Patrick Béthune) : Daniel Wilder
- Armand Assante : Hamilton Lux
- F. Murray Abraham (VF : Pierre Dourlens) : Professeur Bill Girdler
- Roark Critchlow : Professeur Phillip Wilder
- Heather McComb : Amy Zuckerman
- John Enos III : Kane Markus
- Alan Fudge : Pasteur Herman
- Jacleen Haber (VF : Rafaèle Moutier) : Tia
- Gene Davis (VF : Philippe Vincent) : Shérif Dexter Murray